# Зарічний (Поріцький район)
Зарі́чний (рос. Заречный, чув. Заречный) — селище у складі Поріцького району Чувашії, Росія. Входить до складу Нікулінського сільського поселення.
Населення — 33 особи (2010; 63 у 2002).
Національний склад:
- росіяни — 81 %